# Génova (Kolumbia)
Génova – miasto w Kolumbii, w departamencie Quindío.